# ويليام مارشال روارك
ويليام مارشال روارك (بالإنجليزية: William Marshall Roark)‏ هو ضابط أمريكي، ولد في 23 أكتوبر 1928 في سيوكس سيتي في الولايات المتحدة، وتوفي في 7 أبريل 1965 في شمال فيتنام.